# Ар-Хорчин
43°52′32″ пн. ш. 120°05′09″ сх. д. / 43.87554° пн. ш. 120.08573° сх. д.
Ар-Хорчин (кит. 阿鲁科尔沁旗, пін. Ālŭkē'ĕrqìn Qí, трансліт. Ar Horqin) — один із повітів КНР у складі префектури Чифен, Внутрішня Монголія. Адміністративний центр — містечко Тяньшань.

## Географія
Ар-Хорчин лежить на висоті близько 380 метрів над рівнем моря на південь від Великого Хінгану).

### Клімат
Хошун знаходиться у зоні, котра характеризується кліматом помірних степів. Найтепліший місяць — липень із середньою температурою 23,9 °C. Найхолодніший місяць — січень, із середньою температурою -13,8 °С.
| Клімат хошуну Ар-Хорчин | Клімат хошуну Ар-Хорчин | Клімат хошуну Ар-Хорчин | Клімат хошуну Ар-Хорчин | Клімат хошуну Ар-Хорчин | Клімат хошуну Ар-Хорчин | Клімат хошуну Ар-Хорчин | Клімат хошуну Ар-Хорчин | Клімат хошуну Ар-Хорчин | Клімат хошуну Ар-Хорчин | Клімат хошуну Ар-Хорчин | Клімат хошуну Ар-Хорчин | Клімат хошуну Ар-Хорчин | Клімат хошуну Ар-Хорчин |
| Показник                | Січ.                    | Лют.                    | Бер.                    | Квіт.                   | Трав.                   | Черв.                   | Лип.                    | Серп.                   | Вер.                    | Жовт.                   | Лист.                   | Груд.                   | Рік                     |
| Середній максимум, °C   | −5,8                    | −1,1                    | 6,1                     | 16,5                    | 23,7                    | 28                      | 29,5                    | 28,6                    | 23,5                    | 15,1                    | 3,6                     | −3,9                    | 13,7                    |
| Середня температура, °C | −13,8                   | −9,4                    | −1,5                    | 9,1                     | 16,8                    | 21,7                    | 23,9                    | 22,2                    | 15,8                    | 7,4                     | −3,7                    | −11,3                   | 6,4                     |
| Середній мінімум, °C    | −20,2                   | −16,5                   | −8,8                    | 1,2                     | 9                       | 14,7                    | 18                      | 15,8                    | 8,3                     | 0,2                     | −9,8                    | −17,2                   | −0,4                    |
| Норма опадів, мм        | 1.3                     | 1.5                     | 5.2                     | 13.7                    | 28.6                    | 61.2                    | 115.1                   | 67.3                    | 32.2                    | 11.9                    | 4.3                     | 1.3                     | 343.6                   |
| Вологість повітря, %    | 49                      | 42                      | 37                      | 34                      | 38                      | 53                      | 66                      | 66                      | 56                      | 47                      | 49                      | 51                      | 49                      |
| ----------------------- | ----------------------- | ----------------------- | ----------------------- | ----------------------- | ----------------------- | ----------------------- | ----------------------- | ----------------------- | ----------------------- | ----------------------- | ----------------------- | ----------------------- | ----------------------- |
| Джерело: data.cma.cn    |                         |                         |                         |                         |                         |                         |                         |                         |                         |                         |                         |                         |                         |